# Clinotanypus pinguis
Clinotanypus pinguis är en tvåvingeart som först beskrevs av Friedrich Hermann Loew 1861.  Clinotanypus pinguis ingår i släktet Clinotanypus och familjen fjädermyggor. Inga underarter finns listade i Catalogue of Life.